# Zlata minica
Zlata minica (znanstveno ime Cetonia aurata) je vrsta hrošča iz družine skarabejev, razširjena po vsej Evropi in Severni ter Srednji Aziji. Zaradi velike razširjenosti in številčnosti je splošno znana kot prebivalka odprte krajine, kjer se pogosto prehranjuje na cvetovih grmovnic in zeli.

## Opis
Odrasli dosežejo približno 2 cm v dolžino, prepoznavni so po bleščeči, kovinsko zeleni obarvanosti skeleta, ki jo prekinjajo belkaste lise. Obarvanost je strukturna, nastane zaradi krožne polarizacije svetlobe določene valovne dolžine, ki se odbija od mikroskopskih struktur na površini, zato se odtenek spreminja glede na kot opazovanja.
Razvoj traja eno do dve leti. Odrasli letajo od maja do septembra, najaktivneje v toplem delu dneva.

## Ekologija in razširjenost
Življenjsko okolje so ravnine, gričevja in gorski svet od obalnih predelov do planinskih pašnikov. Prenaša velik razpon okoljskih pogojev, dokler ima na voljo osončene in odprte habitate. Odrasli se prehranjujejo z obžiranjem cvetov vrtnic, glogov, drenov, kresničevja idr., pa tudi s srkanjem sokov iz poškodovanih plodov in olesenelih delov. Ličinke se prehranjujejo z odmrlim rastlinskim materialom v trhlih delih starih dreves in v tleh, najdemo jih lahko tudi v kompostu. Če se pretirano namnožijo, lahko z obžiranjem koreninic povzročajo škodo v vrtnarstvu.
Prepoznanih je sedem podvrst, ki se navzven razlikujejo po strukturiranosti in obarvanosti površine skeleta, vendar je tudi znotraj podvrst precejšnja variabilnost. Nominatna podvrsta je prisotna skoraj po vsem območju razširjenosti, razen na robovih (Portugalska, Irak, Libanon, Altaj). Za Slovenijo, kjer je zlata minica eden najpogostejših hroščev sploh, je znana samo nominatna, čeprav sta v neposredni bližini proti zahodu prisotni še dve: C. a. pisana in C. a. pallida.